# Vil de Matos
Vil de Matos ist eine portugiesische Ortschaft und ehemalige Gemeinde.

## Verwaltung
Die ehemalige Gemeinde (Freguesia) gehört zum Kreis (Concelho) von Coimbra und hatte eine Gesamtfläche von 9,6 km². Auf dem Gebiet der ehemaligen Gemeinde lebten am 30. Juni 2011 870 Einwohner.
Im Zuge der administrativen Neuordnung in Portugal zum 29. September 2013 wurde Vil de Matos mit der Gemeinde Antuzede zur neuen Gemeinde União das Freguesias de Antuzede e Vil de Matos zusammengeschlossen. Hauptsitz der neuen Gemeinde wurde Antuzede.